# Аникинцы (Омутнинский район)
Аникинцы — опустевшая деревня в Омутнинском районе Кировской области. Входит в Залазнинское сельское поселение.

## География
Находится на правом берегу реки Вятка на расстоянии примерно 14 километров по прямой на восток-юго-восток от районного центра города Омутнинск.

## История
Основана в 1710-е годы. В 1790 году учтено 3 семьи и 26 жителей, в 1858 году — 8 семей и 102 человека, в 1891 — 21 двор и 139 жителей, а в 1926 — 34 двора и 186 человек. До революции деревня была в составе Воронинской волости Глазовского уезда Вятской губернии, принадлежала приходу Троицкой церкви села Бельско-Троицкое, и имелась начальная школа. До отмены крепостного права крестьяне были приписаны к Омутнинскому заводу. В период коллективизации был основан колхоз «Изобретатель», позже работали колхозы «Аникинский», им. Сталина, «Звезда», затем совхоз «Загарский». Во второй половине 1980-х годов существовало подсобное хозяйство Омутнинского строительного треста, распавшееся после распада Советского Союза. В настоящее время остался только один двухквартирный дом. Постоянное население на 2020 год отсутствует.

## Население
Постоянное население  составляло 13 человек (русские 100%) в 2002 году, 5 в 2010 .